# Patrimoni dell'umanità di Haiti
I patrimoni dell'umanità di Haiti sono i siti dichiarati dall'UNESCO come patrimonio dell'umanità ad Haiti, che è divenuta parte contraente della Convenzione sul patrimonio dell'umanità il 18 gennaio 1980.
Al 2022 un solo sito è iscritto nella Lista dei patrimoni dell'umanità: il Parco storico nazionale – Cittadella, Sans Souci, Ramiers, scelto nel 1982 in occasione della sesta sessione del comitato del patrimonio mondiale. Una è anche la candidatura per una nuova iscrizione.

## Siti del Patrimonio mondiale
| Foto | Sito                                                      | Luogo                                                 | Tipo                    | Anno | Descrizione |
| ---- | --------------------------------------------------------- | ----------------------------------------------------- | ----------------------- | ---- | --- |
|      | Parco storico nazionale – Cittadella, Sans Souci, Ramiers | Dondon, Grande-Rivière-du-Nord, Milot, Plaine-du-Nord | Culturale (180; iv, vi) | 1982 | Questi monumenti haitiani risalgono all'inizio del XIX secolo, quando Haiti proclamò la sua indipendenza. Il Palazzo di Sans Souci, gli edifici di Ramiers e, in particolare, la Cittadella fungono da simboli universali di libertà, essendo i primi monumenti costruiti da schiavi neri che avevano conquistato la loro libertà. |

## Siti candidati
| Foto | Sito                     | Luogo  | Tipo                     | Anno       | Descrizione |
| ---- | ------------------------ | ------ | ------------------------ | ---------- | --- |
|      | Centro storico di Jacmel | Jacmel | Culturale (1947; ii, iv) | 21/09/2004 | Jacmel nasce nel 1698 grazie all'istituzione di banchi di vendita da parte della Compagnia Francese di Santo Domingo, allora colonia francese, sul sito di un antico villaggio precolombiano. Come tutte le città dell'epoca coloniale francese, Jacmel si trova sulla costa per favorire l'esportazione e conserva il tessuto urbano iniziale e l'impianto ortogonale, nonostante la sua particolare topografia che ha favorito lo sviluppo di strade pedonali a gradoni molto originali. Allo stesso modo Jacmel ha conservato le vestigia del sistema difensivo coloniale, in particolare quelle del grande forte che proteggeva l'ingresso al porto con i bastioni La Petite Batterie e Fort Beliot. |